# Treffauer
Der Treffauer ist mit 2304 m der dritthöchste Gipfel im Kaisergebirge in Tirol.

## Lage
Der Treffauer erhebt sich südlich des Hauptkammes vorgelagert und ist damit einer der markantesten Berge im Wilden Kaiser. Etwas abgetrennt nördlich vom Treffauer zieht in West-Ost-Richtung der lange Hauptkamm zwischen Scheffauer, Sonneck und Zentralkaiser um die Ellmauer Halt. Südlich vorgelagert befindet sich das Tuxeck (2226 m ü. A.). Der Berg gehört zur Gemeinde Scheffau am Wilden Kaiser, wobei direkt am Gipfelkreuz die Grenze zur Gemeinde Kufstein verläuft.

## Routen
Unter Bergsteigern gilt der Treffauer zwar als mühselige, aber lohnende und nicht besonders schwierige Tour. Dennoch sind alpine Erfahrung, gute Kondition, trockene Verhältnisse sowie Trittsicherheit und Schwindelfreiheit notwendig. Der bezeichnete Normalweg auf den Treffauer beginnt in Scheffau und führt über den Jägerwirt, die Wegscheid-Hochalm, das Schneekar und die sonnige Westflanke in rund vier Stunden zum Gipfelkreuz (zwei versicherte Stellen, immer wieder Stellen I nach UIAA, zwei Stellen im unteren zweiten Grad). Dieser Weg ist der mit Abstand leichteste und im Gegensatz zur benachbarten Ellmauer Halt weniger anspruchsvoll, aber gerade im oberen Bereich sehr ausgesetzt. Beliebt, aber nicht zu unterschätzen, ist die Überschreitung zum Tuxeck mit anschließendem Abstieg zur Gruttenhütte. Dabei sind schwierige ungesicherte Kletterstellen (bis III) zu überwinden, zudem besteht hohe Steinschlaggefahr in unübersichtlichem Gelände.